# Неизвестный, Игорь Георгиевич
И́горь Гео́ргиевич Неизве́стный (род. 26 ноября 1931 года, Одесса) — советский и российский физик. Член-корреспондент АН СССР по Отделению информатики, вычислительной техники и автоматизации (элементная база, 1990).

## Биография
Дед по матери — чл.-корр. АН СССР, академик АН УССР Александр Яковлевич Орлов.
В 1956 году Игорь Неизвестный окончил электромеханический факультет Московского энергетического института по специальности «Диэлектрики и полупроводники», ученик А. В. Ржанова. С 1956 по 1962 год вёл научную работу в Физическом институте АН СССР.
С 1962 года работал в Институте физики полупроводников (ныне — им. А. В. Ржанова) СО АН СССР, один из создателей Института, заместитель директора по научной работе (1962—1973 и 1980—2004), с 1973 по 1980 год — заведующий лабораторией «Физика и технология германиевых МДП-структур», с 2004 года — заведующий отделом «Тонкоплёночные структуры для микро и фотоэлектроники», советник РАН.
Кандидат физико-математических наук (1966, тема диссертации «Исследование природы центров рекомбинации носителей заряда на поверхности германия»), доктор физико-математических наук (1980, тема диссертации «Исследование границы раздела германий — диэлектрик»).
Преподаёт в Новосибирском государственном техническом университете, с 1983 года — профессор.
Научный руководитель и консультант 7 докторских и 15 кандидатских диссертаций.

## Научные интересы
Фундаментальные результаты в области физики полупроводников и физических основ полупроводниковых приборов. Исследовал физические процессы на границе раздела полупроводник-диэлектрик, взаимодействие излучения с полупроводниковыми гетероструктурами. Вёл компьютерное моделирование формирования тонких поверхностных слоёв.
Работы по квантовой криптографии, поверхностно-барьерным биосенсорам.

## Награды
- Орден Трудового Красного Знамени (1971).
- Лауреат Государственной премии РФ в области науки и техники «За открытие, экспериментальное и теоретическое исследование нового класса фоточувствительных полупроводниковых материалов» (1995).
- Премия Правительства Российской Федерации в области образования (2012).
- Почётная грамота Президента Российской Федерации (5 февраля 2024) — за заслуги в развитии отечественной науки, многолетнюю плодотворную деятельность и в связи с 300-летием со дня основания Российской академии наук[3].
- Почётная грамота Российской академии наук (23 апреля 2024) — за многолетний плодотворный труд на благо отечественной науки, значительный вклад в развитие фундаментальных и прикладных научных исследований в области полупроводников, физики конденсированного состояния, полупроводниковой микро- и наноэлектроники, квантовых технологий и в связи с 60-летием основания федерального государственного бюджетного учреждения науки Института физики полупроводников им. А.В. Ржанова Сибирского отделения Российской академии наук.